# Darstellung (Algebra)
Die Darstellungstheorie von Algebren ist ein Teilgebiet der Mathematik, das sich mit der Darstellung von Algebren auf Vektorräumen beschäftigt. Auf diese Weise werden beliebige assoziative Algebren mittels Homomorphismen mit Algebren von Operatoren in Zusammenhang gebracht. Untersuchungsgegenstand sind die Struktur solcher Homomorphismen und deren Klassifikation. Die Darstellungstheorie einer Algebra ist zur Theorie ihrer Moduln äquivalent. Speziellere Darstellungstheorien behandeln Gruppen, Lie-Algebren oder C*-Algebren.
Wir betrachten im Folgenden der Einfachheit halber Algebren mit Einselement 1. Hat man eine Algebra ohne Einselement, so adjungiere man eines.

## Definitionen
Es seien {\displaystyle K} ein Körper und {\displaystyle A} eine {\displaystyle K}-Algebra. Eine Darstellung von {\displaystyle A} ist ein Algebrenhomomorphismus {\displaystyle \pi \colon A\rightarrow L(V)}, wobei {\displaystyle V} ein {\displaystyle K}-Vektorraum und {\displaystyle L(V)} die Algebra aller linearen Operatoren auf {\displaystyle V} ist, genauer spricht man von einer Darstellung von {\displaystyle A} auf {\displaystyle V}.
Die Vektorraumdimension von {\displaystyle V} wird als Dimension von {\displaystyle \pi } bezeichnet. Endlichdimensionale Darstellungen nennt man auch Matrix-Darstellungen, denn durch Wahl einer Vektorraumbasis lässt sich jedes Element aus {\displaystyle L(V)} als Matrix schreiben. Injektive Darstellungen heißen treu.
Zwei Darstellungen {\displaystyle \pi _{1}\colon A\rightarrow L(V_{1})} und {\displaystyle \pi _{2}\colon A\rightarrow L(V_{2})} heißen äquivalent, wenn es einen Vektorraum-Isomorphismus {\displaystyle T\colon V_{1}\rightarrow V_{2}} gibt mit 
{\displaystyle \pi _{1}(a)=T^{-1}\pi _{2}(a)T} für alle {\displaystyle a\in A}. Dafür schreibt man abkürzend auch {\displaystyle \pi _{1}\sim \pi _{2}}. 
Die so definierte Äquivalenz ist eine Äquivalenzrelation auf der Klasse aller Darstellungen. Die Begriffsbildungen in der Darstellungstheorie sind so angelegt, dass sie beim Übergang zu einer äquivalenten Darstellung erhalten bleiben, Dimension und Treue sind erste Beispiele.

## Beispiele
- Der Nullhomomorphismus {\displaystyle A\rightarrow L(V)}, der jedes Algebrenelement auf den Nulloperator abbildet, heißt Nulldarstellung oder triviale Darstellung.
- Die identische Abbildung {\displaystyle L(V)\rightarrow L(V)} ist eine treue Darstellung von {\displaystyle L(V)} auf {\displaystyle V}.
- Es sei {\displaystyle C[0,1]} die {\displaystyle \mathbb {R} }-Algebra der reellwertigen (stetigen) Funktionen {\displaystyle a\colon [0,1]\rightarrow \mathbb {R} }. Dann ist

{\displaystyle \pi \colon C[0,1]\rightarrow L(\mathbb {R} ^{2}),\quad a\mapsto {\begin{pmatrix}a(0)&0\\0&a(1)\end{pmatrix}}}
eine zweidimensionale, nicht-treue Darstellung von C[0,1].
- Ist {\displaystyle A} eine {\displaystyle K}-Algebra, so ist {\displaystyle \pi _{l}\colon A\rightarrow L(A)}, wobei {\displaystyle \pi _{l}(a)\in L(A)} durch {\displaystyle \pi _{l}(a)b:=ab} definiert sei, eine Darstellung von {\displaystyle A}. Diese spezielle Darstellung nennt man auch die linksreguläre Darstellung, da sie {\displaystyle A} auf die Menge aller Linksmultiplikationen mit Elementen aus {\displaystyle A} abbildet. Die Formel {\displaystyle \pi _{l}(a)1=a} zeigt die Treue der linksregulären Darstellung, insbesondere besitzt jede Algebra eine treue Darstellung.

Die Multiplikativität der linksregulären Darstellung bedeutet {\displaystyle \pi _{l}(ab)=\pi _{l}(a)\pi _{l}(b)} für alle {\displaystyle a,b\in A} und das heißt {\displaystyle \pi _{l}(ab)c=\pi _{l}(a)(\pi _{l}(b)c)}  für alle {\displaystyle a,b,c\in A} und das ist nichts anderes als {\displaystyle (ab)c=a(bc)} für alle {\displaystyle a,b,c\in A}. Diese Überlegung macht die Rolle des Assoziativgesetzes deutlich.

## Direkte Summen
Sind {\displaystyle \pi _{1}\colon A\rightarrow L(V_{1})} und {\displaystyle \pi _{2}\colon A\rightarrow L(V_{2})} zwei Darstellungen, so definiert
{\displaystyle \pi \colon A\rightarrow L(V_{1}\oplus V_{2}),\quad a\mapsto \pi _{1}(a)\oplus \pi _{2}(a)}
offenbar wieder eine Darstellung von {\displaystyle A}, wobei {\displaystyle \pi _{1}(a)\oplus \pi _{2}(a)} komponentenweise auf der direkten Summe {\displaystyle V_{1}\oplus V_{2}} operiert, das heißt {\displaystyle (\pi _{1}(a)\oplus \pi _{2}(a))(\xi _{1}\oplus \xi _{2}):=\pi _{1}(a)\xi _{1}\oplus \pi _{2}(a)\xi _{2}} für alle {\displaystyle \xi _{i}\in V_{i}}. Diese Darstellung nennt man die direkte Summe aus {\displaystyle \pi _{1}} und {\displaystyle \pi _{2}} und bezeichnet sie mit {\displaystyle \pi _{1}\oplus \pi _{2}}.
Diese Konstruktion lässt sich offenbar für direkte Summen beliebig vieler Summanden verallgemeinern. Ist {\displaystyle (\pi _{i})_{i\in I}} eine Familie von Darstellungen, so auch
{\displaystyle \bigoplus _{i\in I}\pi \colon A\rightarrow L(\bigoplus _{i\in I}V_{i}),\,a\mapsto \bigoplus _{i\in I}\pi _{i}(a)}.

## Teildarstellungen
Sei {\displaystyle \pi \colon A\rightarrow L(V)} eine Darstellung. Ein Untervektorraum {\displaystyle W\subset V} heißt invariant (genauer {\displaystyle \pi }-invariant), falls {\displaystyle \pi (a)W\subset W} für alle {\displaystyle a\in A}. 
Offenbar ist 
{\displaystyle {\tilde {\pi }}\colon A\rightarrow L(W),\quad a\mapsto {\tilde {\pi }}(a):=\pi (a)|_{W}}
wieder eine Darstellung von {\displaystyle A}, die man die Einschränkung von {\displaystyle \pi } auf {\displaystyle W} nennt und mit {\displaystyle \pi |_{W}} bezeichnet.
Ist {\displaystyle W^{c}} ein zu {\displaystyle W} komplementärer Unterraum, der ebenfalls invariant ist, so gilt offenbar {\displaystyle \pi \sim \pi |_{W}\oplus \pi |_{W^{c}}}, wobei die Äquivalenz durch den Isomorphismus {\displaystyle W\oplus W^{c}\rightarrow V,(w_{1},w_{2})\mapsto w_{1}+w_{2}} vermittelt wird.
Die invarianten Unterräume der linksregulären Darstellung einer Algebra sind genau die Linksideale der Algebra.

## Weitere Darstellungen
Ein wichtiger Untersuchungsgegenstand der Darstellungstheorie ist Zerlegung von Darstellungen als Summe von Teildarstellungen. Dabei interessiert man sich natürlich für Darstellungen, die sich nicht weiter zerlegen lassen. Das führt zwanglos auf den folgenden Begriff:

### Irreduzible Darstellungen
Eine Darstellung {\displaystyle \pi \colon A\rightarrow L(V)} heißt irreduzibel, wenn es außer {\displaystyle \{0\}} und {\displaystyle V} keine weiteren invarianten Unterräume von {\displaystyle V}
gibt. Für eine äquivalente Charakterisierung siehe Lemma von Schur. Eine Darstellung heißt vollständig reduzibel, wenn sie zu einer direkten Summe irreduzibler Darstellungen äquivalent ist.
Das obige Beispiel einer zweidimensionalen Darstellung von {\displaystyle C[0,1]} ist offenbar äquivalent zur direkten Summe zweier eindimensionaler und damit irreduzibler Darstellungen. Die identische Darstellung  {\displaystyle L(K^{n})\rightarrow L(K^{n})} der Matrizenalgebra auf {\displaystyle K^{n}} ist eine {\displaystyle n}-dimensionale irreduzible Darstellung, von der man zeigen kann, dass sie bis auf Äquivalenz die einzige ist. Ein häufiges Ziel der Darstellungstheorie ist die Klassifizierung aller Äquivalenzklassen irreduzibler Darstellungen einer gegebenen Algebra.

### Nicht-degenerierte Darstellungen
Eine Darstellung {\displaystyle \pi } einer Algebra {\displaystyle A} auf dem Vektorraum {\displaystyle V} heißt nicht-degeneriert, wenn aus {\displaystyle \pi (a)\xi =0} für alle {\displaystyle a\in A} stets {\displaystyle \xi =0} folgt.
Ist {\displaystyle \pi \colon A\rightarrow L(V)} eine beliebige Darstellung, so sind
{\displaystyle V_{0}:=\{\xi \in V;\,\pi (a)\xi =0\,\forall a\in A\}=\mathrm {ker} (\pi (1))} und
{\displaystyle V_{1}:=\{\sum _{i=1}^{n}\pi (a_{i})\xi _{i};\,n\in \mathbb {N} ,\,a_{1},\ldots a_{n}\in A,\,\xi _{1},\ldots \xi _{n}\in V\}}
offenbar invariante Teilräume, {\displaystyle V_{0}} heißt auch Nullraum der Darstellung. Es ist {\displaystyle \pi (1)\in L(V)} die Projektion auf {\displaystyle V_{1}} und {\displaystyle V_{0}=(\mathrm {id} _{V}-\pi (1))V} der zugehörige Komplementärraum. Da {\displaystyle \pi |_{V_{0}}} die Nulldarstellung und {\displaystyle \pi |_{V_{1}}} nicht-degeneriert ist, haben wir das Ergebnis, dass jede Darstellung die Summe aus einer nicht-degenierten und einer Nulldarstellung ist. Häufig betrachtet man daher nur nicht-degenerierte Darstellungen und nimmt ohne Einschränkung {\displaystyle \pi (1)=\mathrm {id} _{V}} an.

### Zyklische Darstellungen
Eine Darstellung  {\displaystyle \pi \colon A\rightarrow L(V)} heißt zyklisch, wenn es ein {\displaystyle \xi \in V} gibt mit {\displaystyle V=\{\pi (a)\xi ;\,a\in A\}}, der Vektor {\displaystyle \xi } heißt zyklischer Vektor. Ist {\displaystyle \pi \colon A\rightarrow L(V)} eine beliebige Darstellung und {\displaystyle \xi \in V}, so ist {\displaystyle V_{\xi }:=\{\pi (a)\xi ;\,a\in A\}} offenbar ein invarianter Unterraum und {\displaystyle \pi |_{V_{\xi }}} ist eine zyklische Darstellung mit {\displaystyle \pi (1)\xi } als einem zyklischen Vektor. Oft fordert man noch, dass {\displaystyle \xi } nicht im Nullraum liegt, um Triviales zu vermeiden.

## Zusammenhang mit Moduln
Ist {\displaystyle \pi \colon A\rightarrow L(V)} eine nicht-degenerierte Darstellung, so wird {\displaystyle V} durch die Festlegung {\displaystyle a\cdot \xi :=\pi (a)\xi } zu einem {\displaystyle A}-Modul. Die Nicht-Degeneriertheit benötigt man für {\displaystyle 1\cdot \xi =\xi } für alle {\displaystyle \xi \in V}, die anderen Modulaxiome führt man leicht auf die Homomorphieeigenschaften von {\displaystyle \pi } zurück.
Ist umgekehrt {\displaystyle V} ein {\displaystyle A}-Modul, so ist {\displaystyle V} mit der durch {\displaystyle k\cdot \xi :=(k\cdot 1)\cdot \xi ,k\in K} erklärten Skalarmultiplikation ein {\displaystyle K}-Vektorraum. Definiert man für {\displaystyle a\in A} einen Endomorphismus {\displaystyle \pi (a)\in L(V)} durch die Formel {\displaystyle \pi (a)\xi :=a\cdot \xi }, so erhält man offenbar eine Darstellung {\displaystyle \pi \colon A\rightarrow L(V)}.
Bei dieser Konstruktion sind zwei Darstellungen genau dann äquivalent, wenn die zugehörigen {\displaystyle A}-Moduln isomorph sind. Die Darstellungstheorie der {\displaystyle K}-Algebra {\displaystyle A} ist daher gleichwertig zur Theorie der {\displaystyle A}-Moduln. Die Teildarstellungen entsprechen den Untermoduln, eine irreduzible Darstellung entspricht einem einfachen-Modul, eine vollständig reduzible Darstellung einem halbeinfachen Modul. Zyklische Darstellungen korrespondieren zu von einem Element erzeugten Moduln. Der zur linksregulären Darstellung gehörige {\displaystyle A}-Modul ist nichts anderes als {\displaystyle A=A^{1}} selbst.
Hat man nur einen Ring ohne die Operation eines Körpers, so kann man nur über {\displaystyle \mathbb {Z} }-Moduln reden. Die Theorie der Moduln über einem Ring ist in diesem Sinne eine Verallgemeinerung der Darstellungstheorie von Algebren auf Ringe.

## Gruppendarstellungen
Ist {\displaystyle G} eine Gruppe, so ist die Gruppenalgebra {\displaystyle KG} eine {\displaystyle K}-Algebra, die in der Gruppe der invertierbaren Elemente mit {\displaystyle \{1\cdot g;\,g\in G\}} eine zu {\displaystyle G} isomorphe Untergruppe enthält, die man mit {\displaystyle G} identifiziert. Jede nicht-degenerierte Darstellung der Gruppenalgebra liefert daher durch Einschränkung auf {\displaystyle G} eine Darstellung der Gruppe. Ist umgekehrt {\displaystyle \lambda \colon G\rightarrow L(V)} eine Gruppendarstellung, so ist durch {\displaystyle \pi (\sum _{i=1}^{n}k_{i}g_{i}):=\sum _{i=1}^{n}k_{i}\lambda (g_{i})} eine Darstellung der Gruppenalgebra gegeben. In diesem Sinne ordnet sich die Darstellungstheorie der Gruppen der hier behandelten Darstellungstheorie von Algebren unter.

## Darstellungen von Lie-Algebren
Lie-Algebren {\displaystyle {\mathfrak {g}}} sind zwar nicht assoziativ, aber dennoch ist man an Homomorphismen {\displaystyle \pi } auf Unteralgebren von {\displaystyle L(V)} interessiert, wobei die Lie-Klammer auf den Kommutator abgebildet wird, das heißt, wobei {\displaystyle \pi ([x_{1},x_{2}])\,=\,\pi (x_{1})\pi (x_{2})-\pi (x_{2})\pi (x_{1})} für alle {\displaystyle x_{1},x_{2}\in {\mathfrak {g}}} gilt. Eine zugehörige universelle Konstruktion führt zur universellen einhüllenden Algebra, womit die Darstellungen von Lie-Algebren in Beziehung zu den hier behandelten Darstellungen assoziativer Algebren gesetzt sind.

## Hilbertraumdarstellungen
Zur Untersuchung von Banach-*-Algebren, insbesondere von C*-Algebren und Gruppenalgebren {\displaystyle L^{1}(G)} lokalkompakter Gruppen, sucht man nach Darstellungen, die auch die topologischen Verhältnisse sowie die Involution widerspiegeln. Das führt zwanglos zur Untersuchung von Darstellungen auf Hilberträumen, was umgekehrt wieder zu Klassen solcher Algebren führt, so zum Beispiel zum wichtigen Begriff der Typ-I-C*-Algebra, der durch die Darstellungstheorie der C*-Algebra definiert werden kann. Die Tatsache, dass C*-Algebren treue Hilbertraumdarstellungen besitzen, ist als Satz von Gelfand-Neumark bekannt.